# Máchovy sady

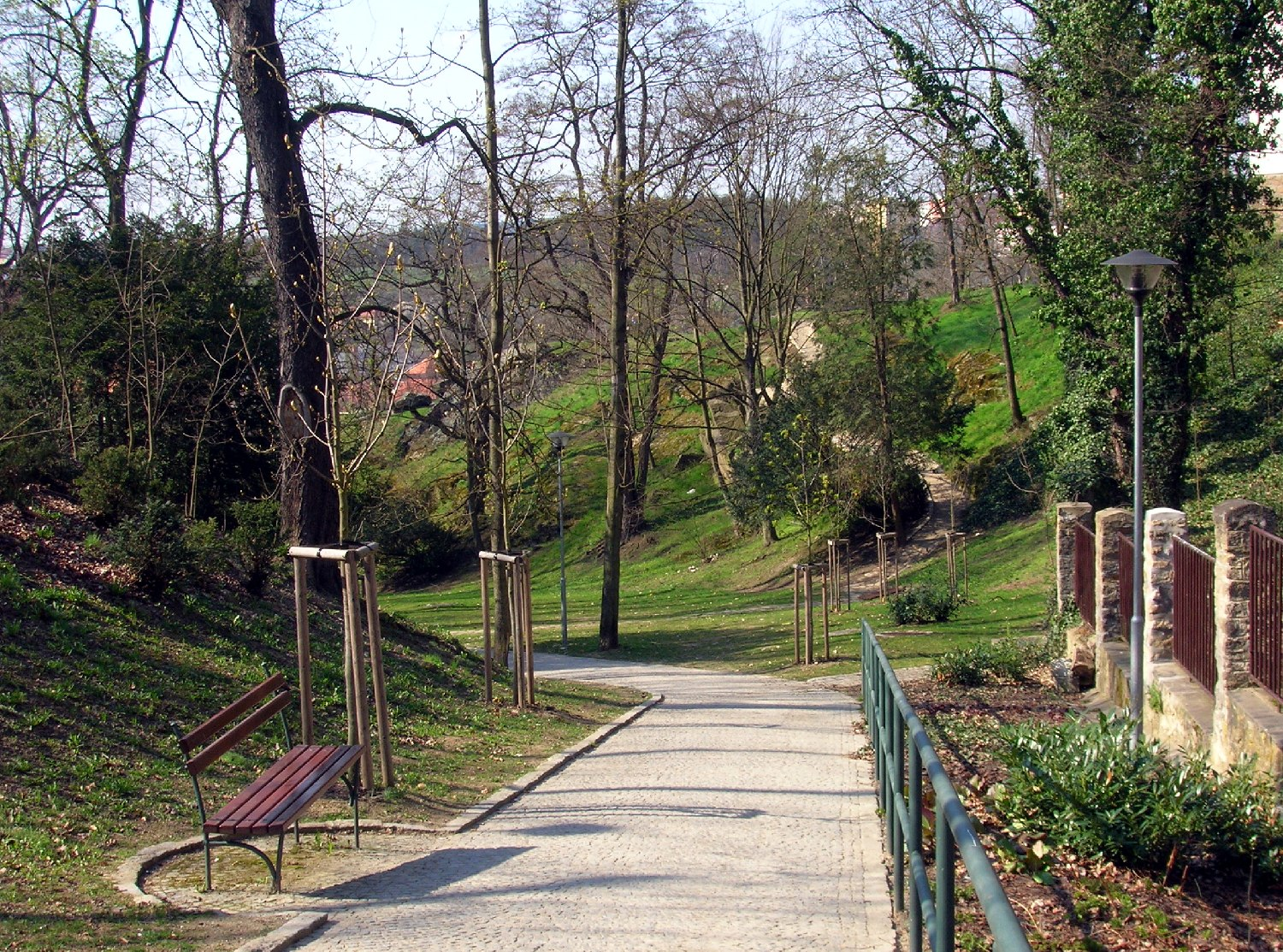
Máchovy sady při nemocnici

Máchovy sady jsou městský park na Jejkově v Třebíči. Pojmenovány jsou podle Karla Hynka Máchy. Na svém východě plynule přecházejí do mladšího, avšak plošně rozsáhlejšího lesoparku Lísčí.

## Historie a popis
Máchovy sady se rozkládají na západních svazích radostínské plošiny. Zahrnují krátký žleb, jímž vede cesta spojující ulici Kateřiny z Valdštejna od zimního stadionu s Purkyňovým náměstím u hlavního vchodu do Nemocnice Třebíč. Jižní stráně žlebu se zvedají k ulicím Střelkově a Sadové; s hlavní cestou tyto ulice spojuje jedna z bočních cest parku, ústící do ulice Střelkovy. Na severu žleb uzavírá skalní těleso, příkře oddělující Máchovy sady od zástavby Chmelovy ulice. I tato nejzápadnější radostínská skála je protkána upravenými i neupravenými pěšinami parku. Přístupná je ze západní části sadů, i od jihovýchodu sadů, od řeky kolem domů Chmelovy ulice a od Lísčí. Radostínský skalní výběžek je zároveň vyhlídkou na podstatnou část Jejkova, Vnitřního Města a Nových Dvorů, zejména na jejkovský klášter a zimní stadion. Plocha Máchových sadů činí asi 1,5 ha. Nadmořská výška se pohybuje od 407 m n. m. v ulici Kateřiny z Valdštejna k 429 m n. m. u Purkyňova náměstí a 424 m n. m. u Lísčí. Radostínský skalní výběžek přesahuje na svém západě nadmořské výšky 415 m n. m.
Historie Máchových sadů sahá ke konci 70. let 19. století. Dnešní Máchovy sady byly před svou parkovou úpravou holými stráněmi pod domeckými stodolami; nejseverovýchodněji položená stodola stávala v prostoru současného dětského hřiště u justiční budovy. Původně byly Máchovy sady označovány jako „park za klášterem“. Dokud neexistovala ulice Kateřiny z Valdštejna, vstupovalo se do Máchových sadů při bráně do jejkovského kláštera z cesty vedoucí kolem klášterní zdi, která umožňovala průchod z Chmelovy ulice k dnešní křižovatce s ulicí Husovou. Na zřízení Máchových sadů časově následovaly práce v Lísčí, jehož stráně byly osazovány v letech 1891–1895.
Porost Máchových sadů těžce postihla sucha v létě 1921. V Máchových sadech a Lísčí uhynuly tisíce listnatých i jehličnatých stromů. K částečné obnově dřevin Máchových sadů došlo v souvislosti s projektem Ochrana vod povodí řeky Dyje v letech 2005–2006. V dalších letech došlo k postupné celkové revitalizaci parku.
V podzemí Máchových sadů vede jeden z hlavních kanalizačních sběračů: kmenová stoka kožichovická, zbudovaná v druhé polovině 20. let 20. století a rekonstruovaná v rámci projektu Ochrana vod povodí řeky Dyje.